# Port de Lahesuu
Le port de Lahesuu (en estonien : Lahesuu sadam, code EE LHS) est un port maritime situé dans la péninsule de Paljassaare à Tallinn en Estonie.

## Présentation
Le territoire du port s'étend sur 29 518,75 m2.
Le port dispose de quatre quais d'une longueur totale de 421 m. 
Le plus grand navire possible : longueur 160 m, largeur 35 m, tirant d'eau 4,1 m.

## Galerie

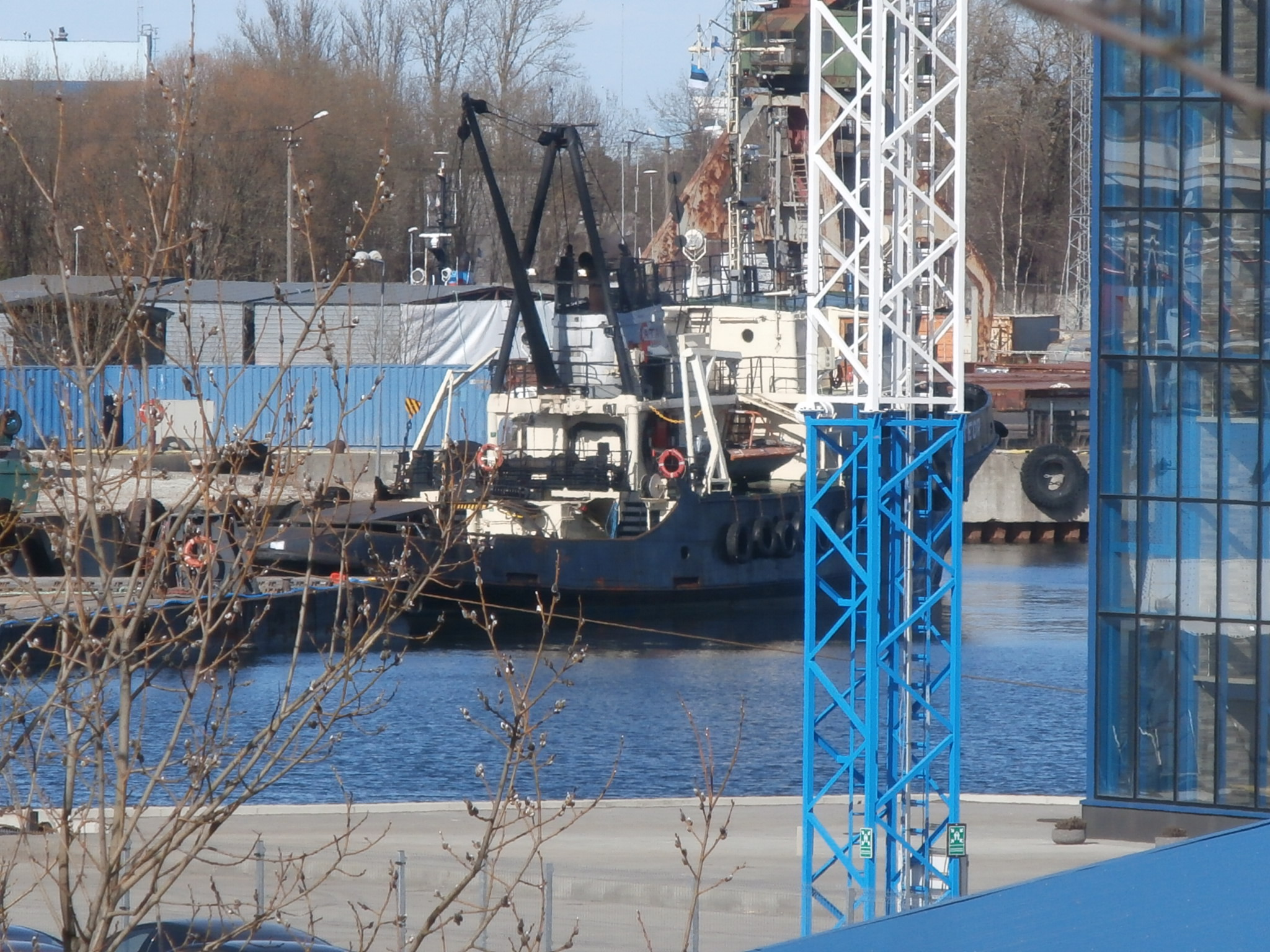
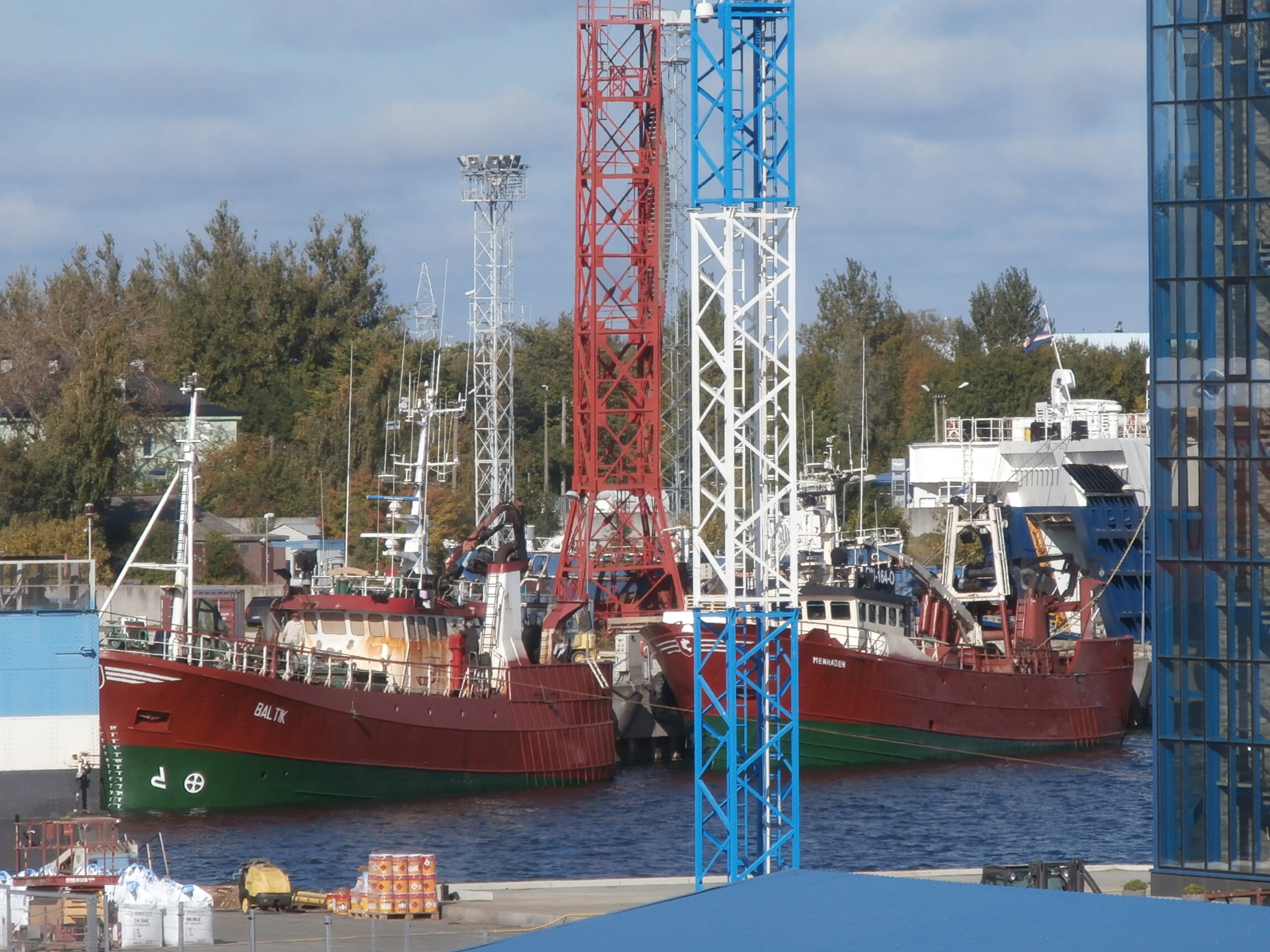
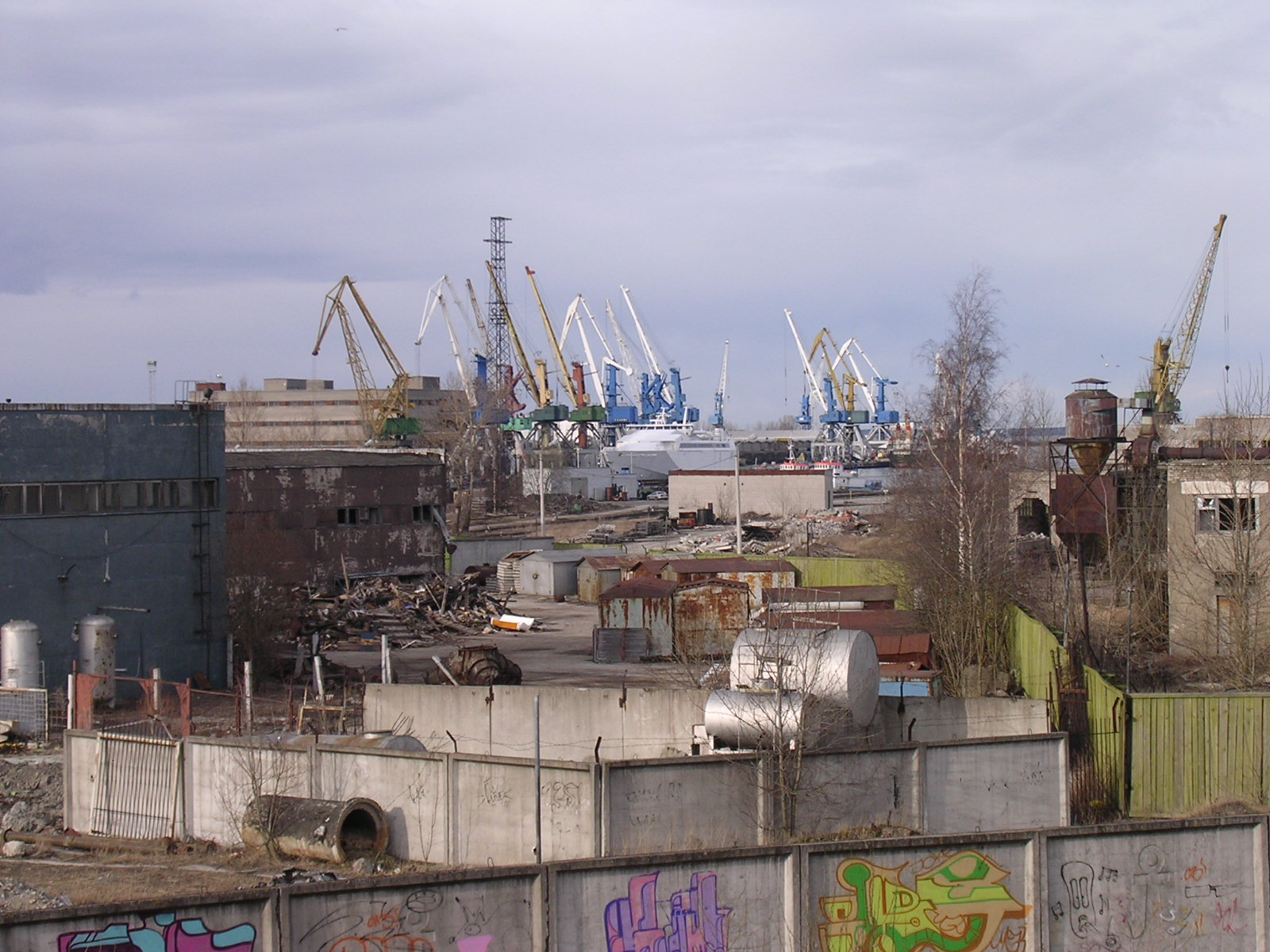